# Marie Geck
Marie Geck, geb. Moßmann, verw. Schretzmann (* 27. Juni 1865 in Freiburg; † 13. August 1927 in Offenburg) war eine deutsche Geschäftsfrau, Journalistin und Kommunalpolitikerin.

## Leben in Freiburg, Familie
Anna Marie Luise Caroline Moßmann wuchs in Freiburg auf und heiratete dort den angehenden Arzt Hermann Schretzmann. Dieser sowie ihre beiden Söhne starben jedoch innerhalb kurzer Zeit in den Jahren 1890/1891. Als 26-jährige Witwe wurde Geck als Empfangsdame in einem Fotoatelier tätig. 1892 heiratete sie ihren Jugendfreund, den SPD-Politiker Adolf Geck, gab ihren Beruf auf und zog mit ihrem Ehemann in dessen Heimatstadt Offenburg. Dort gebar sie in den folgenden Jahren fünf Kinder: die Söhne Brandel und Tell Geck, sowie die Töchter Erika, Freya Fram und Rohtraud Amanda.

## Beruf und politisches Engagement
Geck trat 1895 der SPD bei. Sie pflegte enge Freundschaften mit Clara Zetkin, Rosa Luxemburg und August Bebel, der als ihr Trauzeuge fungiert hatte. Während der häufigen und ausgedehnten Abwesenheiten ihres Ehemannes redigierte Geck die offiziell von ihm herausgegebene Zeitung „D’r alt Offeburger“. Gleichzeitig übernahm sie die vollständige Geschäftsführung der angeschlossenen Druckerei und verfasste selbst zahlreiche Artikel. Neben der eigenen veröffentlichte sie auch Artikel in überregionalen Zeitungen, vor allem der von Clara Zetkin herausgegebenen Die Gleichheit. Geck nahm als Delegierte an den lange in Offenburg stattfindenden SPD-Landesparteitagen, und teilweise auch an Reichsparteitagen teil, so zum Beispiel 1906 in Mannheim. Unter anderem setzte sie sich für das Frauenwahlrecht ein.
Ab 1903 war Marie Geck eine der ersten Armenrätinnen in Offenburg. Als 1914 der Erste Weltkrieg begann, den sie als Pazifistin verurteilte, wurde sie Mitglied des Kriegshilfeausschusses. 1916 wurde sie zudem zur städtischen Kriegsküchenkommission berufen, außerdem beteiligte sie sich an der Gründung einer städtischen „Fürsorgestelle für die Hinterbliebenen gefallener Krieger“. Als 1917 die USPD gegründet wurde, wechselte sie mit ihrem Mann zu dieser neuen Partei. In den letzten Kriegstagen fiel ihr ältester Sohn Brandel.
1922 wechselte Geck zurück zur SPD, und verpasste als Listenfünfte knapp den Einzug in den Offenburger Stadtrat. 1922 war sie zudem als einzige Frau Mitglied im vorbereitenden Arbeitsausschuss an der Gründung der Volkshochschule. 1923 wurde sie zur Bezirksrätin ernannt und fungierte als „Obmann der Geschworenen“ am Offenburger Schwurgericht. 1925 trat sie wieder aus der SPD aus. 1927 starb sie im Alter von 62 Jahren.